# Santo Domingo, Querétaro Arteaga
Santo Domingo är en ort i Mexiko.   Den ligger i kommunen Cadereyta de Montes och delstaten Querétaro Arteaga, i den centrala delen av landet, 160 km norr om huvudstaden Mexico City. Santo Domingo ligger 2 074 meter över havet och antalet invånare är 106.
Terrängen runt Santo Domingo är kuperad åt nordost, men åt sydväst är den platt. Runt Santo Domingo är det ganska glesbefolkat, med 38 invånare per kvadratkilometer. Närmaste större samhälle är Ezequiel Montes, 14,6 km sydväst om Santo Domingo. Trakten runt Santo Domingo består i huvudsak av gräsmarker.